# Århus Amt (før 1970)
Århus Amt var et amt før Kommunalreformen i 1970. Fra 1793 til 1824 og fra 1867 til 1942 var Skanderborg Amt en del af Aarhus Amt.
Århus Amt bestod af seks herreder:
- Framlev
- Hads
- Hasle
- Ning
- Sabro
- Vester Lisbjerg

Skanderborg Amt bestod af seks herreder:
- Gjern Herred
- Hjelmslev Herred
- Nim Herred
- Tyrsting Herred
- Voer Herred
- Vrads Herred

## Historie
Før Århus Amt eksisterede et Aarhusgaard Amt (også kendt som Havreballegaard Amt). Det omfattede Hasle, Ning og Vester Lisbjerg Herreder samt øen Tunø.
Skanderborg Amt var en del af Århus Amt fra oprettelsen i 1793 til at det ved resolution af 4. maj 1824 blev udskilt. De to blev sammenlagt igen ved resolution af 27. juli 1867. Skanderborg Amt blev igen udskilt fra 1. april 1942.
Efter Kommunalreformen i 1970 blev amtet delt mellem seks kommuner, der alle kom til at ligge i det nye Århus Amt.
- Galten
- Hadsten
- Hammel
- Hinnerup
- Odder
- Århus

## Amtmænd
Aarhusgaard Amt (eller Havreballegaard Amt) havde følgende amtmænd. Amtmanden var oftest også stiftsamtmand over Aarhus Amt og amtmand over Stjernholm Amt.
- 1660-1661: Henrik Thott[3]
- 1661-1666 Erik Rosenkrantz
- 1667-1671 Jørgen Friis
- 1671-1674 Henrik Rantzau
- 1674-1675 Mogens Friis
- 1675-1681 Henrik Rosenkrantz
- 1681-1686 Ove Juul
- 1686-1688 Mogens Skeel
- 1688-1699 Niels Friis
- 1699-1702 Fredrik Vind
- 1702-1725 Kristian Ludvig v. Plessen
- 1725-1730 Povl de Løvenørn
- 1730-1740 Ejler Holck
- 1740-1747 Jakob Benzon
- 1747-1752 Kristian Ulrik Nissen
- 1752-1758 Hans Fredrik v. Levetzau
- 1758-1763 Ole Borch de Schouboe
- 1763-1780 Peder Rosenørn
- 1780-1781 Kristian Urne (konstitueret)
- 1780-1784 Karl Fredrik Güldencrone (tiltrådt 1781)
- 1784-1795 Ove Høegh Guldberg
- 1795-1799: Kammerherre Kaspar Vilhelm v. Munthe af Morgenstierne

Århus Amt havde følgende amtmænd:
- 1799-1804: Kammerherre Kaspar Vilhelm v. Munthe af Morgenstierne[1]
- 1804-1820: Frederik Julius Christian Güldencrone
- 1820-1828: Peter Otto Rosenørn
- 1828-1843: Carl Gustav Rosenørn
- 1843-1857: Jens Andreas Graah
- 1858-1868: Thorkild Christian Dahl[5]
- 1868-1870: Carl Dahl
- 1870-1894: Theodor August Jes Regenburg
- 1894-1894: Vilhelm Bardenfleth
- 1894-1895: (Napoleon Michael) Anthonius Krieger (konstitueret)[6]
- 1895-1915: Kammerherre Carl Wilhelm Johannes Dreyer[7]
- 1915-1926: Hans Carl Dons
- 1926-1951: Valdemar Hvidt[8][9]
- 1951-1970: H.G. Lorentzen[10][11]

Det selvstændige Skanderborg Amt havde følgende amtmænd:
- 1826-1828: Marcus Sabinus Wilhelm Sponneck
- 1828-1837: Frederik Urne
- 1838-1855: Hans Lindholm
- 1855-1867: Johan Christian Bille-Brahe

I 1942 blev Skanderborg og Aarhus Amter igen skilt ad , hvorefter Skanderborg Amt havde følgende amtmænd:
- 1942-1965: Ernst Ferdinand Gustav Schau
- 1965-1970: Niels Møllmann